# Argentata dell'Etna
L'Argentata dell'Etna è una particolare varietà di capra proveniente dalla zona dell'Etna, in Sicilia.  
Si utilizza per la produzione del latte. Ha un caratteristico pelo di colore bianco misto con grigio-nero, da cui deriva il nome. 
Testa piccola, pelo lungo, pesa intorno ai 50 kg. Le corna sono più sviluppate nei maschi.
Presente in molte provincie dell'est e del centro Sicilia, è una razza nota perché produce un latte molto proteico, e i formaggi locali derivati sono particolari.